# Cornelia Ullrich
Cornelia Ullrich, född den 26 april 1963 i Halberstadt som Cornelia Feuerbach, är en tysk före detta friidrottare som tävlade i häcklöpning för Östtyskland.
Ullrichs främsta merit är bronsmedaljen på 400 meter häck vid VM 1987 i Rom där hon noterade tiden 54,31.

## Personliga rekord
- 400 meter häck - 53,58 från 1987